# Valea Nucarilor
Valea Nucarilor là một xã thuộc hạt Tulcea, România. Dân số thời điểm năm 2002 là 4026 người.